# Der Leinwandmesser

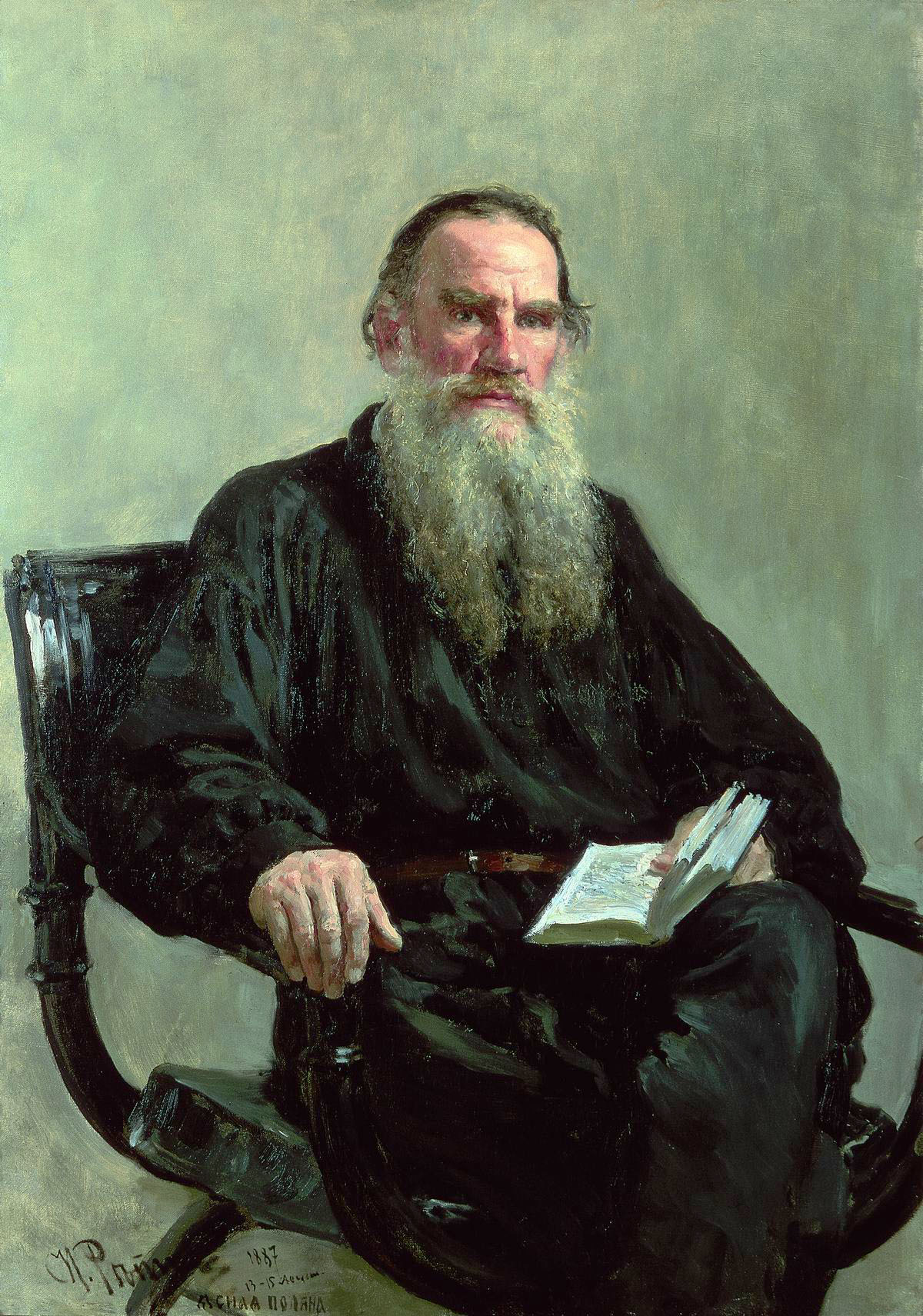
Lew Tolstoi 1887

Der Leinwandmesser. Die Geschichte eines Pferdes (russisch Холстомер) sind Titel und Untertitel einer in den 1860er Jahren entstandenen und 1885 publizierten Erzählung Lew Tolstois, in deren Binnenhandlung ein Pferd von seinem Leben und der Behandlung durch seine Besitzer erzählt. Die erste deutsche Übersetzung von Hermann Roskoschny erschien 1887. (s. Entstehungs- und Publikationsgeschichte)

## Inhalt
Als Binnenerzählung innerhalb eines Erzählrahmens schildert in fünf aufeinanderfolgenden Nächten der Protagonist, der in der deutschen Übersetzung wegen seiner weit ausschreitenden, gleichsam „Leinen durchmessenden Gangart“, „Leinwandmesser“ genannt wird, den jüngeren Artgenossen seine wechselhafte Lebensgeschichte und kommentiert kritisch die Menschen, v. a. seine verschiedenen Besitzer.

### Rahmenerzählung
Der Wallach Leinwandmesser lebt, wenig beachtet von den Menschen und geneckt oder ausgegrenzt von den jüngeren Tieren, als altes Pferd auf einem herrschaftlichen Pferdehof. Er dient den Pferdehirten als Reitpferd, wenn sie die Stuten mit den Fohlen von der Koppel zum Fluss treiben (Kap. 1–4): „[E]s lag etwas Majestätisches in der Gestalt dieses Pferdes sowie in der schrecklichen Vereinigung der abstoßenden Anzeichen des Alters […] diesem Ausdruck von Selbstvertrauen, Schönheit und kraftbewusster Ruhe. Es stand wie eine lebendige Ruine einsam inmitten der taufrischen Wiese, während man unweit davon des Stampfen und Schnauben und das frische Wiehern der umherirrenden Rossherde vernahm.“
Als eines Nachts alle Pferde mit gefletschten Zähnen den Wallach auf dem Hof herumjagen, kommt die älteste Stute Wjasopuricha, seine Jugendliebe aus Chrenowo, zu ihm und seufzt. Das ist das Zeichen für die Herde, sich zu beruhigen und sie hören in den fünf folgenden Nächten schweigend seiner Erzählung zu (Kap. 5)

### Leinwandmessers Lebenslauf
Leinwandmesser kann eine stolze Ahnenreihe vorweisen. Geboren in einem gräflichen Gestüt ist er wegen seines bunten scheckigen Fells zwar bei den Pferden beliebt, aber der General, der Leiter des Betriebs, schließt ihn nach einer Liebesbeziehung mit der jungen Stute Wjasopuricha von der Zucht aus und lässt ihn kastrieren (Kap. 5, erste Nacht, Kap. 6, zweite Nacht). Dieser Eingriff hat eine entscheidende Veränderung zur Folge: Er wird von den Stuten nicht mehr ernst genommen, zieht sich in sich selbst zurück und wird ernst und tiefsinnig.
Er denkt über die Ungerechtigkeit der Menschen nach, die ihn „verurteilten, weil [er] scheckig [ist]“, er denkt „über die Unbeständigkeit der mütterlichen und der weiblichen Liebe überhaupt nach, über ihre Abhängigkeit von den physischen Zuständen, hauptsächlich aber [denkt er] über die Eigenschaften jener merkwürdigen Tierart nach, mit der [sie] so eng verbunden sind und die [sie] Menschen nennen, über jene Eigenschaften, die [seine] besondere Stellung im Gestüt bestimmten, für die [er] wohl ein Gefühl hat[-], die [er] aber nicht verstehen [kann]“. V. a. versteht Leinwandmesser nicht die Bedeutung des Wortes „mein“ für die Menschen, das sie auf Länder und Häuser beziehen, die sie niemals gesehen haben, aber auch auf Frauen, die mit anderen Männern zusammenleben. Sie wollen so viele „Dinge als nur möglich ihr eigen“ nennen. Später erkennt er den Zusammenhang mit „einem niedrigen, menschlich-tierischen Instinkt, der von ihnen Eigentumsgefühl oder Eigentumsrecht genannt wird“ und sieht darin einen Hauptunterschied zwischen den Menschen und den Tieren. Deshalb stehen die Tiere „höher auf der Leiter der Lebewesen […] als die Menschen.“
Das Besitzrecht an Leinwandmesser geht nach der Kastration auf den Stallmeister über. Dieser lässt ihn für den Wagendienst trainieren, verkauft ihn als „Deichselpferd“ an einen Händler und dieser wiederum an den schönen leichtlebigen Fürsten Nikita Sserpuchowskoj (Kap. 7, dritte Nacht). Dem Husaren gefällt Leinwandmessers Kraft und Schnelligkeit und er nutzt ihn als Fahrpferd für seine Kutsche. Bei diesem draufgängerischen Lebemann verbringt der Wallach die besten zwei Jahre seines Lebens. Sein Besitzer wettet gerne mit seinen Freunden, welches ihrer Pferde am schnellsten läuft, und meistens gewinnt Leinwandmesser die Rennen und steht im Mittelpunkt der Bewunderung. Seine schöne Zeit endet, als der Fürst mit ihm in einer Nacht seiner untreuen Geliebten hinterherjagt.
Das Pferd ist durch die Strapaze erschöpft, wird krank und an einen Händler verkauft. Weitere Besitzer sind eine alte Dame, die er bis zu deren Tod in die Kirche fährt, ein Kurzwarenhändler, ein Bauer und ein herumziehender Zigeuner. Sie benutzen Leinwandmesser als Arbeitspferd und wirtschaften ihn herunter. Schließlich kommt er an seinen derzeitigen Aufenthaltsort, den Pferdehof (Kap. 8, vierte und fünfte Nacht).

### Erzählrahmen (Schlussteil)
Einen Tag nachdem Leinwandmesser seine Erzählung beendet hat und daraufhin von den anderen Pferden wegen seiner Lebensleistung geachtet wird, trifft er seinen ehemaligen Herrn Sserpuchowskoj wieder. Dieser ist zu Besuch bei dem Gutsherrn und seiner schwangeren Mätresse Marie, die einmal die Geliebte des fürstlichen Husaren war und deren Flucht den gesundheitlichen und gesellschaftlichen Abstieg des Pferdes einleitete. Jetzt ist der Gast eine aufgedunsene Militärperson in den vierziger Jahren (Kap. 9 und 10). Er hat sein Vermögen verspielt, ist offenbar „physisch, moralisch und pekuniär heruntergekommen“ und betrachtet voller Neid das Glück des ihn nachsichtig behandelnden Gutshauspaares. Tief verschuldet musste er eine Arbeit suchen und seine einflussreiche Verwandtschaft verschaffte ihm den Posten als „Direktor einer Pferdezucht“.
Der Gutsherr zeigt ihm seine edlen Pferde, doch der Gast interessiert sich wenig dafür und entfaltet unter zunehmendem Alkoholgenuss die einstigen Erfolge seines schnellen scheckischen Wallachs aufschneiderisch zu einem Lügengemälde (Kap. 11), aber auf dem Pferdehof erkennt er den alten Leinwandmesser nicht wieder. Damals hat er nach einem Wettrennen-Sieg die Kaufangebote mit den Worten abgelehnt, Leinwandmesser sei „kein Pferd, sondern [sein] Freund“ und er gebe ihn „für nichts her und wenn es Berge von Gold wären“.
In derselben Nacht reitet der Pferdeknecht auf Leinwandmesser zu einer Kneipe und lässt ihn vor dem Haus neben einem räudekranken Bauernpferd stehen. Leinwandmesser steckt sich an und wird von einem Abdecker getötet (Kap. 12). Im Sterben wird ihm „viel leichter zumute. Die ganze Last des Lebens [wird] plötzlich leichter!“ Mit seinem Fleisch ernährt eine Wölfin ihre Kleinen, der Rest verfällt.
„Den auf der Erde wandelnden, essenden und trinkenden Leichnam Sserpuchowskoj bestattete man erst viel später“ in einer schönen Uniform und schönen Stiefeln. „Und wie sein auf der Erde einherwandelnder toter Körper schon zwanzig Jahre lang für alle eine schwere Last war, so war auch sein Begräbnis nur eine überflüssige Mühewaltung für die Menschen.“

## Form

### Erzählperspektive
Die Rahmenhandlung, das Leben des alten „Leinwandmessers“ auf dem Gutshof, seine letzte Lebensetappe, wird in einer personalen Erzählhaltung aus verschiedenen Perspektiven vorgetragen. Die Binnenhandlung, den Lebenslauf Leinwandmessers, schildert der Wallach in der Ich-Form.
Schklowski nennt „Kholstomer“ ein Beispiel für die Technik der „Entfremdung“: Das Erzählen der Geschichte aus der Wahrnehmung eines denkenden Pferdes sei ein „Prozess der Singularisierung“ und ermögliche es dem Autor, die Welt mit den Augen eines Pferdes vorzuführen und, beispielsweise, die Institution des Eigentums durch ein denkendes Wesen zu kritisieren, das ihr zum ersten Mal begegnet.

### Sprache
Wedel lobt die „vielfältigen stilistischen Ausdrucksmittel der russischen Sprache“, die Tolstoi für seine Erzählung nutze, ebenso die „minuziösen Beschreibungen der Pferde“ und den „geschickten Gebrauch des verlebendigenden historischen Präsens“ im 8. Kapitel, wo der Wallach von seinem Missgeschick beim Husaren berichtet. Der Autor stelle auch das „Innenleben des Cholstomer so überzeugend dar“, dass der Leser den Eindruck erhalte, „er habe wirklich dessen ‚Denken‘ und ‚Fühlen‘ ergründet und es nur in menschliche Sprache übersetzt.“

## Entstehungs- und Publikationsgeschichte
1856 erzählte der Pferdezüchter Alexander Stachowitsch Tolstoi die Geschichte von einem gescheckten Traber: Er wurde 1803 in dem Gestüt Chrenowo
des Grafen Orlow-Tschesmenskij geboren. Nach dem Stammbaum hieß das Pferd „Mushik I“, seines ausgreifenden Ganges wegen nannte ihn Orlow „Kholstomer“, „Leinwandmesser“ in den deutschen Übersetzungen. 1812 ließ Orlows Stallmeister das Pferd kastrieren und verkaufte es. Sein weiteres Schicksal ist unbekannt. Der Bruder des Pferdezüchter, der Schriftsteller Michail Stachowitsch, plante, die Geschichte in der Erzählung Die Abenteuer des gescheckten Wallachs auszugestalten, durch seinen Tod im Jahr 1858 kam es jedoch nicht dazu.
Aus Memoiren und Tagebüchern ist bekannt, dass Tolstoi 1863 die Informationen Stachowitschs aufgriff und an der Pferdegeschichte arbeitete, sie aber nicht abschloss. 1885 bereitete Sofja Tolstaja die nächste Sammlung von Werken für die Veröffentlichung vor und fand die Entwürfe. Sie überredete ihren Mann zur Wiederaufnahme des Plans und Tolstoi vollendete die Erzählung, die er „dem Gedächtnis A. M. Stachowitschs“ widmete, für den dritten Band der fünften Auflage der gesammelten Werke.
Die erste deutsche Übersetzung von Hermann Roskoschny erschien 1887 in Leipzig. Weitere folgten: u. a. von Hermann Röhl, Raphael Löwenfeld, J. Tönnies, Annemarie von Jakimow-Kruse (1947), Gisela Drohla, M. Stucken, Hermann Asemissen

## Interpretationen und Rezeption
Für Löwenfeld ist die Erzählung ein Gleichnis: „Das arme geknechtete Pferd ist ein Abbild des unglücklichen Volks, das für den prassenden, ausschweifenden Herrn arbeitet und nur so lange gehegt und gepflegt wird, als die jugendliche Arbeitskraft ihren Wert hat. Der arme Gaul ist nichts anderes als der bedauernswerte Leibeigene, der […] von der Laune des wechselnden Besitzers abhängt. Und das Unglück des Pferdes hat dieselbe Ursache wie das Unglück der Menschen.“ Der Grundgedanke der Erzählung sei „der äußerste Schluss, den Tolstoj aus seiner Abneigung vor der Kulturwelt“ ziehe: Mit ihm beginne „der Übergang zu den Anschauungen eines urchristlichen Kommunismus, der Tolstoj in späteren Jahrzehnten zu den Worten des reinen Evangeliums zurückgeführt und der in seinen sozial-ethischen Werken eine methodische Ausbildung erfahren“ habe.
Nach Wedel ist der Autor bei seinen Eigentumsbetrachtungen offenbar von Proudhons Schrift „Qu’est ce que la propriété? Ou recherches sur le principe du droit et du gouvernement“ (1840) angeregt worden.
Seibt geht in seiner Interpretation vom Wechsel der Erzählhaltungen aus. Die Novelle zeige das Tier von innen mit einem „verständnislosen Blick auf die Gesellschaft“, und „auch von außen, aus der Sicht von Pferdeknechten, Stallmeistern, Käufern und Eigentümern.“ Dieses Gegenüber der Sichtweisen von Mensch und Tier zeige „den Riss in der Schöpfung“. Der Mensch habe über Tiere ein Besitzrecht und könne über ihr Schicksal bestimmen. Die zahlreichen Besitzer „Leinwandmessers“ „verdinglichen“ die Pferde und erkennen sie „nicht als lebendige, leidensfähige Wesen. Die Tiergeschichte wird zum Sozialroman.“ Tolstoi zeige die „Gesellschaft als Verband, zu dem Tiere und Menschen gemeinsam gehören“. Das münde „in eine Fundamentalkritik an der realen adelig-bürgerlichen Gesellschaft, fast wie ein Vorschein der heutigen Bewegung für animal rights, für Tierrechte als Pendant der Menschenrechte.“
Wedel bezieht Tolstois Kulturgesellschaftskritik auf Rousseaus Natur-Zivilisations-Antinomie. Mit dem Pferd als Medium nehme der Autor „Stellung gegen Institutionen und Gesellschaft, die sich […] die Menschen zu ihrer Entnatürlichung und sittlichen Verderbnis geschaffen haben und die oft Unheil auch über andere, von ihnen abhängige Wesen bringen.“

## Adaptionen

### Schauspiel
- Die Geschichte eines Pferdes ist ein Theaterstück (Text: Juri Jewgenjewitsch Rjaschenzew) nach der Erzählung von Lew Tolstoi, das 1975 von Mark Rozovsky und Georgy Tovstonogov mit Evgeny Lebedev in der Rolle des Kholstomer am Gorki-Bolschoi-Drama Theater (Leningrad) inszeniert wurde und jahrelang im Spielplan blieb. 1989 wurde es für das Fernsehen aufgezeichnet.
- In Madrid wurde die Pferdegeschichte 1979 am Teatro Maravillas unter der Regie von Salvador und Manuel Collado aufgeführt und 2001 am Teatro La Latina unter der Regie von Salvador Collado wiederaufgenommen. 2013 folgte eine Inszenierung am British Theater in Lima, Peru, unter der Regie von Jorge Chiarella.
- Das Mecklenburgische Staatstheater Schwerin zeigte das Stück bei den XXIV. Berliner Festtagen des Theaters und der Musik 1980. Die Zeitschrift FF dabei[28] schrieb dazu: Tolstois Novelle, die Mark Rosowskis Geschichte eines Pferdes (1989) zugrunde liegt, erzähle vom Schicksal eines Pferdes, das als Synonym für das Leben der geschundenen Kreatur im zaristischen Russland stehe. […] Die ungewöhnliche Verkörperung eines Pferdeschicksals durch Schauspieler erfahre in der Schweriner Inszenierung eine sinnlich-poetische Darstellungsweise.
- Das DDR-Fernsehen zeichnete die Mecklenburger Inszenierung auf und strahlte sie aus.

### Oper
- 2012 wurde die Oper Kholstomer des Komponisten Vladimir Kobekin in Moskau im Boris Pokrovsky Chamber Musical Theater aufgeführt.[29][30][31][32]

### Film
- Der ukrainische Film Als die Götter einschliefen (2006) unter der Regie von Igor Parfyonov mit Nikita Dzhigurda und Armen Dzhigarkhanyan in den Hauptrollen basiert auf Tolstois Erzählung.

### Hörspiel
- 1956 bearbeitete der NDR Tolstois Erzählung als Hörspiel (48'00 Minuten). Erstsendung: 3. Oktober 1956. Funkbearbeitung: Wolfgang Weyrauch, Musik: Winfried Zillig, Regie: Otto Kurth. Besetzung: Erwin Kalser (Leinwandmesser), Karen Hüttmann (Pferd), Inge Fabricius (Pferd), Gudrun Thielemann (Pferd), Jo Wegener (Pferd), Hermann Schomberg (Nester), Hanns Ernst Jäger (Nikita), Heinz Sailer (Uralter), Andreas von der Meden (Wassjka), Herbert A. E. Böhme (Stallmeister), Walter Klam (General), Trude Mordo (Dame), Rudolf Fenner, Karl Fleischer, Benno Gellenbeck, Walter Laugwitz, Ingrid Hosse, Reinhold Nietschmann und Clemens Wilmenrod.

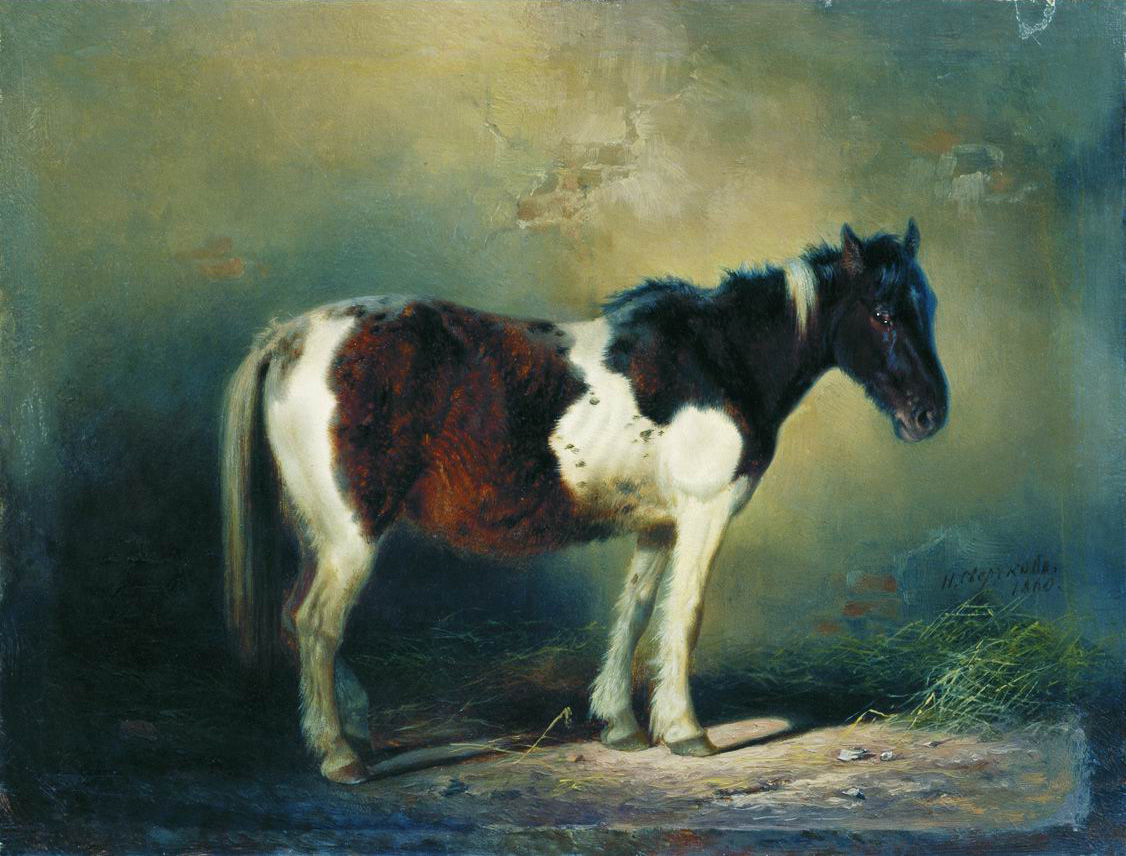
Gemälde von Swertschkow (vor 1899)

### Bilder
- Der vom traurigen Schicksal Kholstomers beeindruckte Pferde-Maler Nikolai Swertschkow schenkte 1887 dem Schriftsteller zwei Aquarelle, die heute im Leo-Tolstoi-Museum in Moskau aufbewahrt werden: „Kholstomer in der Jugend“ und „Kholstomer im hohen Alter“.[33][34]

### Widmung
- Mit den Worten „In Erinnerung an den unvergleichlichen gescheckten Traber Kholstomer“ widmete Kuprin seine Geschichte über das tragische Schicksal eines Rennpferds (Der Smaragd, 1907) Tolstois  „Leinwandmesser“